# Episodi di Benson (quarta stagione)
La quarta stagione della serie televisiva Benson è stata trasmessa in anteprima negli Stati Uniti d'America dalla ABC tra il 22 ottobre 1982 e il 31 marzo 1983.
| nº | Titolo originale                   | Titolo italiano | Prima TV USA     | Prima TV Italia |
| -- | ---------------------------------- | --------------- | ---------------- | --------------- |
| 1  | Death in a Funny Position (Part 1) |                 | 22 ottobre 1982  |                 |
| 2  | Death in a Funny Position (Part 2) |                 | 22 ottobre 1982  |                 |
| 3  | What a Revoltin' Development       |                 | 29 ottobre 1982  |                 |
| 4  | Thy Brother's Keeper               |                 | 5 novembre 1982  |                 |
| 5  | Quest for Retire                   |                 | 12 novembre 1982 |                 |
| 6  | Teacher's Pest                     |                 | 19 novembre 1982 |                 |
| 7  | Benson's Army Reunion              |                 | 26 novembre 1982 |                 |
| 8  | Benson's New Home                  |                 | 3 dicembre 1982  |                 |
| 9  | Crimes of the Hearth               |                 | 10 dicembre 1982 |                 |
| 10 | Mary and Her Lambs                 |                 | 17 dicembre 1982 |                 |
| 11 | Pen Pal                            |                 | 31 dicembre 1982 |                 |
| 12 | The Honeymooners                   |                 | 7 gennaio 1983   |                 |
| 13 | Close Encounters on the Third Hole |                 | 14 gennaio 1983  |                 |
| 14 | Katie's Boyfriend                  |                 | 21 gennaio 1983  |                 |
| 15 | The Royal Painting                 |                 | 28 gennaio 1983  |                 |
| 16 | Boys Night Out                     |                 | 4 febbraio 1983  |                 |
| 17 | Family Tree                        |                 | 18 febbraio 1983 |                 |
| 18 | Calamity Kraus                     |                 | 25 febbraio 1983 |                 |
| 19 | Kraus Sings the Blues              |                 | 4 marzo 1983     |                 |
| 20 | Half-Court Trap                    |                 | 11 marzo 1983    |                 |
| 21 | A View from the Roof               |                 | 18 marzo 1983    |                 |
| 22 | Love in a Funny Phase              |                 | 31 marzo 1983    |                 |